# Radu (armă)
Radu, potrivit lui Ion Mihai Pacepa, este o armă radiologică folosită de Departamentul Securității Statului, zis și Securitatea, împotrivă disidenților și criticilor lui Nicolae Ceaușescu. Numele de Radu provine de la cuvântul românesc radiație. Scopul armei era de a induce cancer, care să producă moartea în câteva luni de la expunere.
Potrivit lui Pacepa, arma a fost creată de către „Serviciul K” al Securității în primăvara anului 1970, folosind material radioactiv primit de la KGB. „Serviciul K” românesc, care a fost înființat în anii '50 de către sovietici folosind ca model KGB, era responsabil cu acțiunile josnice împotriva pușcăriașilor care erau considerați periculoși pentru regimul comunist. Unele acțiuni împotriva pușcăriașilor era monitorizarea prin utilizarea microfoanelor și înscenări pentru a da declarații incriminatorii. Acest serviciu se ocupa și cu lichidarea lor, declarând apoi decesele ca suicid sau moarte din cauze naturale.
Istoricul Mihai Pelin a susținut în cartea lui despre Radio Europa Liberă, Melița și Eterul, că nu a existat vreodată această armă, dar alții, precum jurnalistul REF Nestor Ratesh, argumentează că Pelin a susținut că nici în cazul atentatului de la Radio Europa Liberă, Securitatea nu a fost implicată, deși în final s-a dovedit că ea era cea ce l-a angajat pe Carlos Șacalul pentru acest lucru.
Critici ai lui Ceaușescu care au murit de cancer și sunt suspectați că ar fi fost iradiați de către Securitate folosind această armă:
- Noël Bernard, șeful departamentului de limbă română al Radio Europa Liberă
- Vlad Georgescu, șeful departamentului de limbă română al Radio Europa Liberă
- Mihai Cizmărescu, șeful departamentului de limbă română al Radio Europa Liberă
- Emil Georgescu, jurnalist la Radio Europa Liberă
- Amza Pellea, actor român
- Mugur Călinescu, era elev în clasa a XI-a B la Liceul ”August Treboniu Laurian